# Ouarizane
Ouarizane (em árabe: ﻭﺍﺭﻳﺯﺍﻥ) é uma comuna localizada na província de Relizane, Argélia. De acordo com o censo de 2008, a população total da cidade era de 20 069 habitantes.